# Kenny Bräck
Kenny Bräck (Arvika, Varmlândia, 21 de março de 1966) é um ex-automobilista sueco.

## Carreira
Após passagens pelas Fórmulas Ford e 3 (onde foi campeão da divisão júnior da F-3 sueca em 1986), Bräck competiria ainda na Fórmula Opel Lotus e na Renault Clio Cup antes de ser campeão da Barber Saab Pro Series em 1993.
Em 1994, competiu na Fórmula 3000, conquistando quatro vitórias e obtendo o vice-campeonato da categoria em 1996. Durante sua passagem na categoria de acesso à Fórmula 1, foi test-driver das equipes Williams e Benetton.

## IRL: primeira passagem

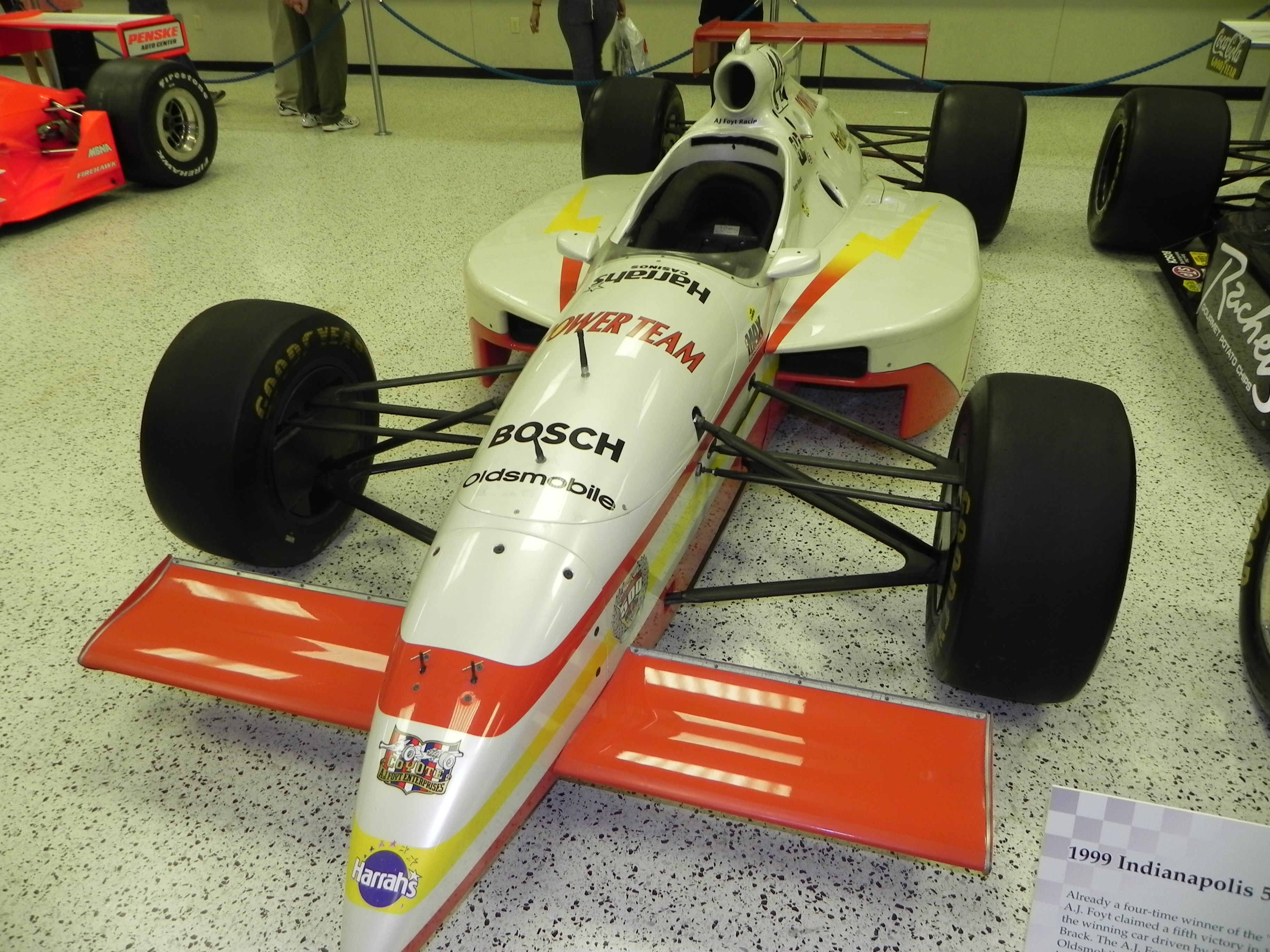
Carro de Kenny Bräck na IRL em 1999.

Ainda em 1996, faria sua estreia na nascente IRL no GP de Phoenix, válido pela temporada 1996-97, na equipe Galles.
Contratado pela Foyt para a temporada de 1998, Bräck conquistaria uma trinca de vitórias (Charlotte, Pikes Peak e Atlanta) e um terceiro lugar no Texas, garantindo a ele o título da temporada. Permaneceria na Foyt em 1999, obtendo a vitória na Indy 500, sendo o primeiro sueco a vencer a famosa prova. Com mais três pódios (Atlanta, Dover e Las Vegas), não conseguiu bater o norte-americano Greg Ray, campeão com 37 pontos de vantagem para Bräck.

## CART

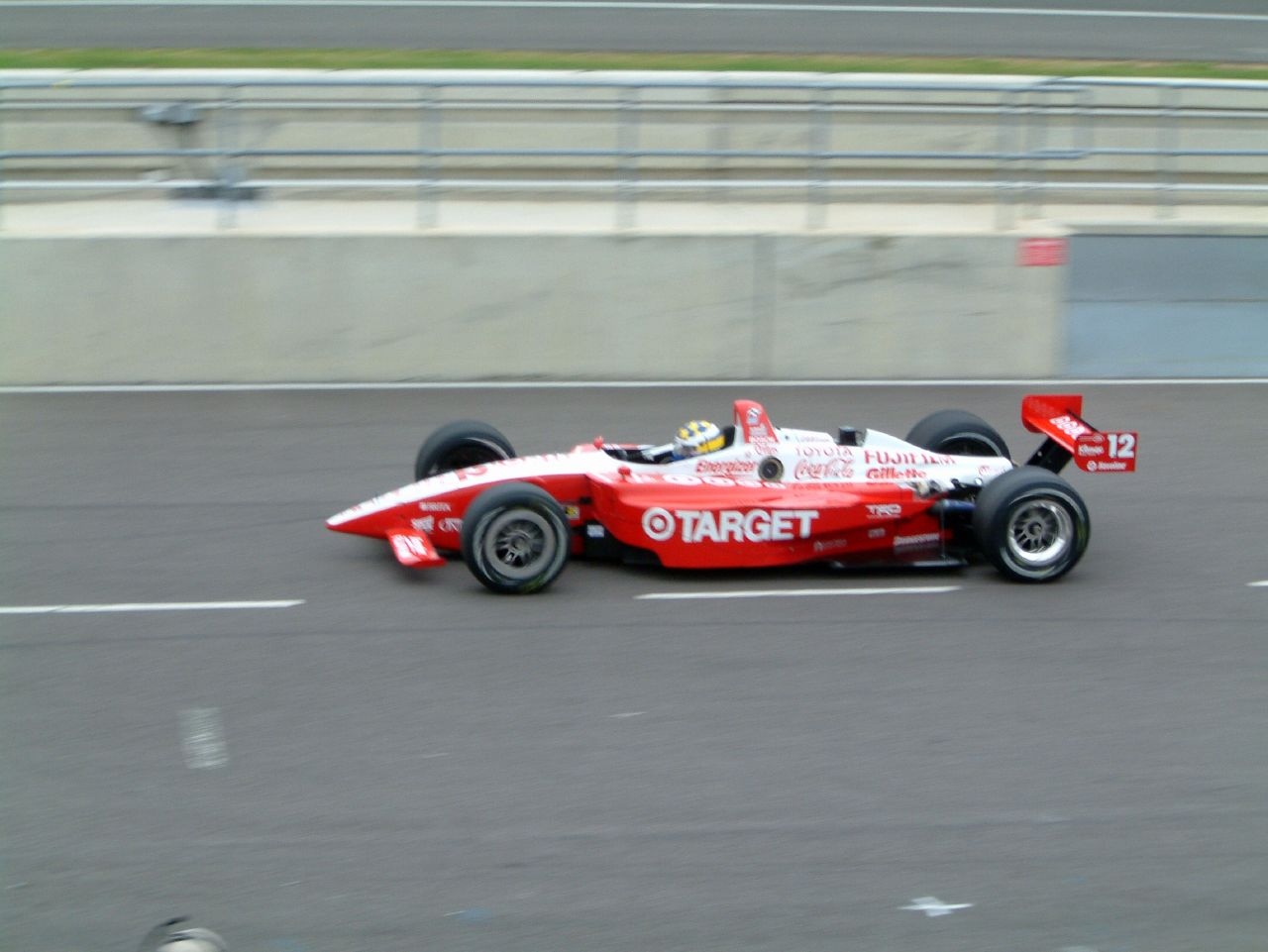
Carro de Kenny Bräck na CART em 2002.

Em 2000, Bräck foi contratado pela Rahal, no lugar do norte-americano Bryan Herta. Com quatro pódios e sem vitórias no ano, o sueco conquistou o prêmio de rookie do ano (na classificação, terminou em quarto lugar).
Manteve-se na Rahal em 2001, onde obteve suas primeiras vitórias (Motegi, Milwaukee, Chicago e Lausitz), todas em circuitos ovais. Somando os dois segundos lugares nos GPs de Nazareth e Rockingham, alcançou o vice-campeonato, ficando atrás do brasileiro Gil de Ferran.
Bräck deixou a Rahal em 2002, sendo contratado pela Chip Ganassi, onde, apesar do quarto lugar (três pódios, uma vitória no México), a temporada não foi como esperada para Bräck, que sairia do time no mesmo ano.

## Volta à IRL, acidente no Texas, aposentadoria e presença nos X-Games
Chateado por sua temporada aquém do esperado na Ganassi, Bräck retornou à Rahal, desta vez na IRL. Terminaria a temporada com apenas um pódio, em Motegi.
No segundo GP do Texas (último da temporada de 2003), Bräck sofreria um gravíssimo acidente nas últimas voltas da prova. Quando estava lado a lado com Tomas Scheckter, da Ganassi, o Dallara-Honda do sueco enroscou-se contra o carro do sul-africano, que perde o controle. O carro de Bräck levantou vôo e acertou violentamente as telas de proteção, voltando totalmente destruído para a pista.
Os fiscais de pista, desesperados, vêem o cockpit do carro do sueco, que estava desmaiado. Levado ao Parkland Memorial Hospital, faz uma série de exames e o resultado do diagnóstico foi: uma concussão, ferimentos no rosto, fraturas nos dois tornozelos, no fêmur direito, no úmero direito e na terceira vértebra cervical. Em seu primeiro mês no hospital, um coágulo quase letal formou-se em seu pulmão, e o piloto teve que ser operado às pressas. Desde então, foram 19 meses de recuperação, com algumas pequenas cirurgias de reparação, e sua vaga na Rahal (agora, Rahal-Letterman) foi ocupada por Buddy Rice. A força gravitacional do acidente impressionou: foram 214 G's, recorde mundial (superando a marca do piloto de Fórmula 1 inglês David Purley, de 178 G's).
Recuperado, Bräck ensaiava a volta às pistas, e o regresso deu-se nas 500 Milhas de Indianápolis de 2005, aos 39 anos - ironicamente, substituindo Buddy Rice. Apesar de ter obtido a maior média nos treinos oficiais (227.598 milhas, ou 366.283 km/h), ele não completou a prova, em decorrência de problemas mecânicos em seu carro.
A pedido de sua esposa, Bräck deixou as pistas e tornou-se músico, apresentando-se em alguns eventos com sua banda, batizada com o seu sobrenome. Entretanto, em 2009, voltava à ativa nos X-Games XV. Pilotando um Ford Fiesta Olsberg preparado pela Andreas Ericsson Motorsport, ignorou o favoritismo de Travis Pastrana, que sofreu um acidente e deixou o caminho livre para o triunfo do sueco, que nas fases anteriores suplantou Tanner Foust e Dave Mirra.

## IndyCar Series[1]
| Ano     | Equipe           | Poles | Vitórias | Voltas Mais Rápidas | Pontos | Classificação Final |
| ------- | ---------------- | ----- | -------- | ------------------- | ------ | ------------------- |
| 1996-97 | Galles           |       |          |                     | 139    | 19º                 |
| 1998    | Foyt             |       | 3        | 2                   | 332    | Campeão             |
| 1999    | Foyt             |       | 1        |                     | 256    | 2º                  |
| 2002    | Chip Ganassi     |       |          |                     | 19     | 42º                 |
| 2003    | Rahal            |       |          |                     | 342    | 9º                  |
| 2005    | Rahal Letternman |       |          |                     | 10     | 34º                 |

## CART[2]
| Ano  | Equipe       | Poles | Vitórias | Podiums | Voltas Mais Rápidas | Pontos | Classificação Final |
| ---- | ------------ | ----- | -------- | ------- | ------------------- | ------ | ------------------- |
| 2000 | Rahal        |       |          | 4       | 1                   | 135    | 4º                  |
| 2001 | Rahal        | 4     | 4        | 6       | 1                   | 163    | 2º                  |
| 2002 | Chip Ganassi | 1     | 1        | 3       | 2                   | 114    | 6º                  |

## 500 Milhas de Indianápolis[3]
| Ano  | Equipe          | Chassi        | Motor                | Pneus | Largada | Final    |
| ---- | --------------- | ------------- | -------------------- | ----- | ------- | -------- |
| 1997 | Galles          | G-Force GF01  | Oldsmobile Aurora V8 | G     | 15º     | 33º      |
| 1998 | Foyt            | Dallara IR8   | Oldsmobile Aurora V8 | G     | 3º      | 6º       |
| 1999 | Foyt            | Dallara IR9   | Oldsmobile Aurora V8 | G     | 8º      | Vencedor |
| 2002 | Chip Ganassi    | G-Force GF05C | Chevrolet Indy V8    | F     | 21º     | 11º      |
| 2003 | Rahal           | Dallara IR-03 | Honda HI3R V8        | F     | 6º      | 16º      |
| 2005 | Rahal Letterman | Panoz GF09C   | Honda HI5R 8         | F     | 23º     | 26º      |